# قیییق‌لی
قیییق‌لی (به لاتین: Qıyıqlı) منطقه‌ای مسکونی در جمهوری آذربایجان است که در شهرستان داش‌کسن واقع شده است. قیییق‌لی ۳۴۰ نفر جمعیت دارد.